# Dennis Wagner
Dennis Wagner (* 19. Juni 1997 in Kassel) ist ein deutscher Schachspieler.

## Herkunft und Privatleben
Wagner wurde 1997 in Kassel als Sohn von Mario und Anette Wagner geboren. Seine Kinder- und Jugendzeit verbrachte er in Wellerode, einem Ortsteil der Gemeinde Söhrewald. Im Alter von 6 Jahren bekam er von den Eltern einen ersten Schachcomputer zu Weihnachten geschenkt. Während seiner Schulzeit übersprang er die zweite Klasse. Wagner besuchte das Engelsburg-Gymnasium in Kassel und legte dort sein Abitur ab.
Im Dezember 2021 heiratete er die Schachspielerin Dinara Dordschiewa.

## Karriere
Bekannt wurde Wagner mit zwölf Jahren, als er Teil der sogenannten Prinzengruppe von vier Jungen wurde (der Bundesnachwuchstrainer Bernd Vökler). Die „Prinzen“ sollten dank der Förderung und Gruppendynamik innerhalb weniger Jahre zu „Königen“ werden, zu Großmeistern.
Im Jahre 2011 wurde er FIDE-Meister (FM) und 2012 Internationaler Meister (IM). Die erforderlichen IM-Normen erfüllte er im April 2011 beim Neckar-Open in Deizisau, im März 2012 bei der deutschen Einzelmeisterschaft in Osterburg und im Juni 2012 beim Mitropa-Cup in Šibenik.
2015 wurde Wagner zum Großmeister ernannt. Die erforderlichen Normen erfüllte er in der Saison 2013/14 der deutschen Bundesliga, im November 2014 bei der deutschen Einzelmeisterschaft in Verden und im Dezember 2014 beim Open in Vandœuvre-lès-Nancy, das er gewann.

## Mannschaftsschach

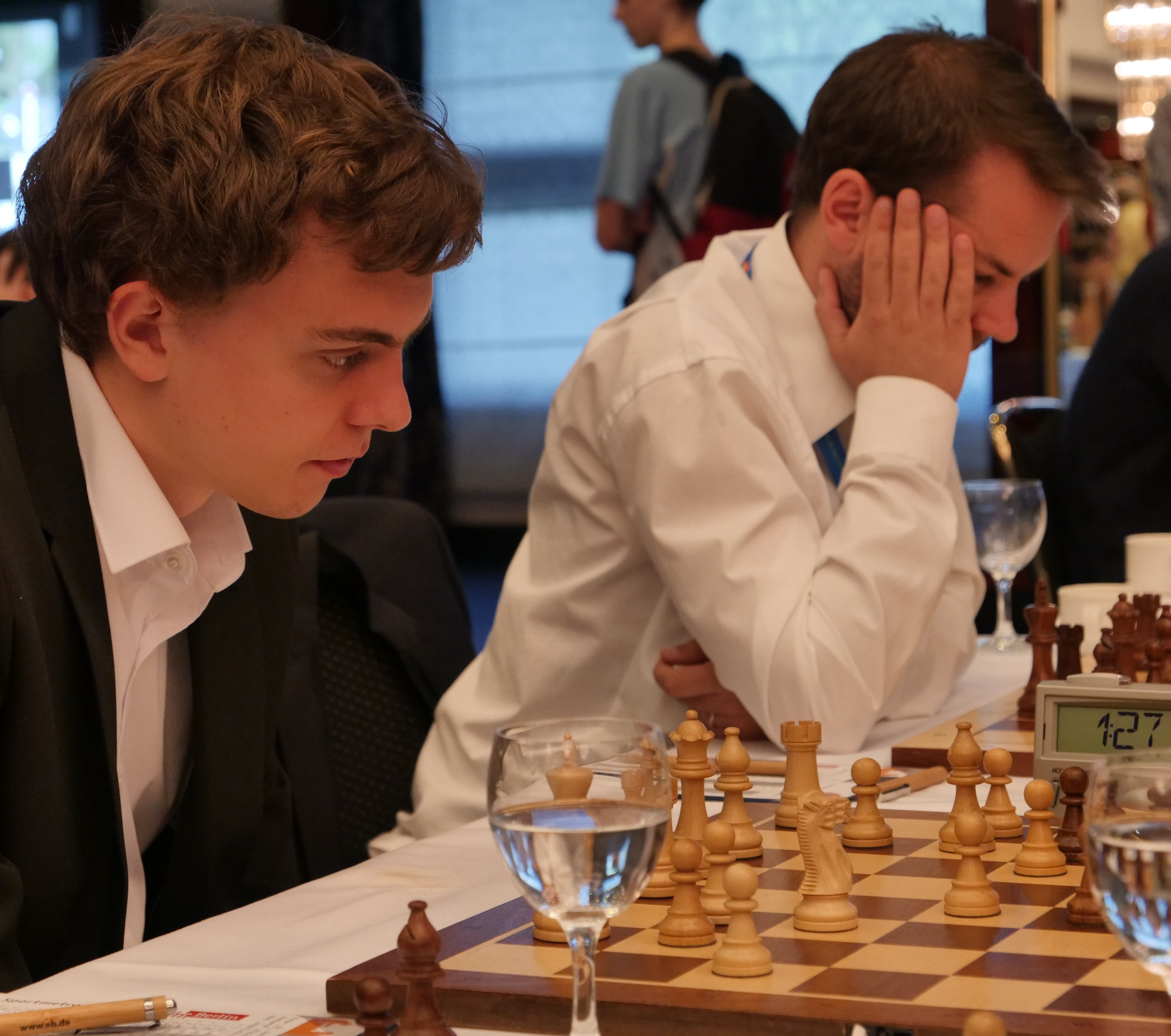
Mit Ivan Šarić für Hockenheim in der Bundesliga-Endrunde 2018

Dennis Wagner nahm mit der deutschen Nationalmannschaft an den Mitropa-Cups 2012, 2013 und 2015 teil und erreichte mit der Mannschaft 2013 den zweiten und 2015 den dritten Platz. 2015 nahm er mit der deutschen Mannschaft an der Mannschaftseuropameisterschaft in Reykjavík teil.
Vereinsschach spielte er bis 2012 für den Kasseler SK 1876, seitdem gehört er der Bundesligamannschaft der SV 1930 Hockenheim an. In Frankreich spielt er seit 2016 für Nice Alekhine, in Österreich seit der Saison 2016/17 für den SK Sparkasse Jenbach, mit dem er 2018 und 2020 österreichischer Mannschaftsmeister wurde.